# Campeonato Paraibano Segunda Divisão 2004
In 2004 werd tiende editie van het Campeonato Paraibano Segunda Divisão gespeeld voor voetbalclubs uit de Braziliaanse staat Paraíba. De competitie werd georganiseerd door de FPF en werd gespeeld van 10 tot 16 oktober doordat er dit jaar slechts twee inschrijvingen waren. Nacional de Cabedelo werd kampioen.

## Finale
Heen
|            |                                                     |       |          |                       |
| 10 oktober | Nacional de Cabedelo                                | 5 – 0 | Perilima | Almeidão, João Pessoa |
| 10 oktober | Berg 16', 44', 60' Nino Baiano 40' Nino Paraíba 54' |       |          | Almeidão, João Pessoa |

Terug
|            |          |                            |                      |                        |
| 16 oktober | Perilima | 0 – 5                      | Nacional de Cabedelo | Amigão, Campina Grande |
| 16 oktober |          | , Nino Baiano , Ari Valmir |                      | Amigão, Campina Grande |

### Kampioen
| Campeonato Paraibano de 2004 - Segunda Divisão |
| Paraíba                                        |
| ---------------------------------------------- |
| NACIONAL DE CABEDELO Kampioen (1° titel)       |